# Caral
Caral was een stad in het huidige Peru. Ze ligt 200 kilometer ten noorden van Lima, en 23 kilometer van de pacifische kust vandaan. De site komt uit het laat-voorkeramisch en was in gebruik tussen 2.627 en 2.020 cal. v.Chr. Er zijn restanten gevonden van een oude beschaving van meer dan 4500 jaar geleden. Caral werd ontdekt door Ruth Shady, een antropologe en archeologe van Peruaanse afkomst. De site bevindt zich in het huidige district (distrito) Supe van de gelijknamige stad (ciudad) in de provincie (provincia) Barranca (regio Lima).

## De site
Caral ligt in de Supe-vallei, een vallei waar ongeveer achttien voorkeramische sites te vinden zijn, waaronder ook Aspero. De site was al bekend sinds de jaren 1950/60, echter werd er geen onderzoek gedaan tot de jaren 1990.
De site is ongeveer 65 hectare. Dit is zeer groot voor een voorkeramische site. Hierdoor werd oorspronkelijk ook gedacht dat de site niet voorkeramisch kon zijn.

## Architectuur
De architectuur in Caral bestaat uit monumentale, residentiële en niet-residentiële gebouwen, echter ligt de focus vooral op de monumentale architectuur. Volgens Shady behoren veel architectonische kenmerken in Caral (en andere nederzettingen in de Supevallei) tot de religieuze Kotoshtraditie.
Onder de monumentale bouwwerken zijn zes pyramide-achtige structuren. Shady noemde deze "Great Pyramid", "Central Pyramid", "Quarry Pyramid", "Lesser Pyramid", "Pyramid of the Galery" en "Pyramid of the Huanca". De "Great Pyramid" is de grootste van de zes. Het oudste van deze bouwwerken is gedateerd op 2.627 v.Chr. Caral was de eerste stad in Zuid-Amerika die gebouwd werd van steen.
Een type monumentaal bouwwerk dat we in veel andere grotere nederzettingen in de Supe-vallei voorkomt zijn de zogenaamde "sunken courts".

## Cultuur
Het wordt geopperd dat Caral behoorde tot de Norte Chicocultuur, nu ook Caral-Supecultuur genoemd. Dit was een beschaving die actief was in in Peru tussen circa 3.000 en 1.800 v.Chr.
De mensen verbouwden bonen, kalebassen en katoen. Van het katoen maakten ze netten om vissen mee te vangen. Om het verbouwen van gewassen makkelijker te maken hadden ze een groot irrigatiesysteem gebouwd.